# Smiley (Texas)
Smiley es una ciudad ubicada en el condado de Gonzales en el estado estadounidense de Texas. En el Censo de 2010 tenía una población de 549 habitantes y una densidad poblacional de 406,85 personas por km².

## Geografía
Smiley se encuentra ubicada en las coordenadas 29°16′17″N 97°38′15″O / 29.27139, -97.63750. Según la Oficina del Censo de los Estados Unidos, Smiley tiene una superficie total de 1.35 km², de la cual 1.35 km² corresponden a tierra firme y (0%) 0 km² es agua.

## Demografía
Según el censo de 2010, había 549 personas residiendo en Smiley. La densidad de población era de 406,85 hab./km². De los 549 habitantes, Smiley estaba compuesto por el 66.85% blancos, el 0.18% eran afroamericanos, el 1.28% eran amerindios, el 0.18% eran asiáticos, el 0.18% eran isleños del Pacífico, el 30.6% eran de otras razas y el 0.73% pertenecían a dos o más razas. Del total de la población el 67.03% eran hispanos o latinos de cualquier raza.